# MAJOR
『MAJOR』（メジャー）は、満田拓也による日本の漫画。『週刊少年サンデー』（小学館）にて1994年33号より2010年32号まで全747話が連載された。同誌2015年15号より続編『MAJOR 2nd』が連載中。2021年11月時点で累計発行部数は5500万部を記録している。
サブタイトルは「DRAMATIC BASEBALL COMIC」。テレビアニメ版のタイトルは『メジャー』とカタカナ表記される。また、各種関連商品では「MAJOR DREAM」と表記される。

## 概説
『週刊少年サンデー』（小学館）1994年33号より2010年32号まで全747話が連載された、小学館で連載された野球漫画の中でも著名な作品の一つ。
第41回（平成7年度）小学館漫画賞少年部門、第2回（2011年）サムライジャパン野球文学賞ベストナイン受賞。『少年サンデー』連載作品としては、2001年に当時コミックスの巻数としては最多の記録を保持していた『GS美神 極楽大作戦!!』の全39巻を塗り替えた（2017年現在は『名探偵コナン』が最多記録を更新中）。
2014年11月26日から2016年10月19日まで、スマートフォン用コミックアプリの『マンガワン』にてアンコール連載がなされていた。
テレビアニメは2004年から放送が開始され、2010年に第6シリーズまでの全シリーズの本放送が終了した。2008年冬には劇場版が公開された。
主人公である茂野吾郎の半生を描いた作品で、彼の成長とともに所属するチームを情熱で突き動かし、チームが一丸となって目標に向かって前進していくのが、本作の基本的なスタイルである。
「友情」や「努力」といった少年漫画として普遍的なテーマを扱いながら、「家族」「逆境」といった『サンデー』の独自性も出た作品となっている。「逆境」は乗り越えられる主要テーマの一種であるため、吾郎の入団するチームは何かしらの問題を抱えた弱小チームであることが多い。
桑田真澄や井川慶、岩村明憲、田中将大、前田健太ら現役・元プロ野球選手にもファンが多い。
『週刊少年サンデー』2015年15号より、茂野吾郎の息子・茂野大吾が主人公の続編『MAJOR 2nd』が連載中。

## 構成
MAJORシリーズは内容から以下のように分けることができ、本稿および関連項目においては便宜的にこれを用いる。
MAJOR
1. 幼稚園編（アニメでは保育園） - 単行本1巻 - 3巻第6話
2. リトルリーグ編 - 単行本3巻第7話 - 14巻第5話
3. 三船東中学校編 - 単行本14巻6話 - 24巻第2話
4. 海堂学園高校編 - 単行本24巻第3話 - 33巻第2話
5. 聖秀学院高校編 - 単行本33巻第3話 - 47巻第7話
6. マイナーリーグ編 - 単行本47巻第8話 - 54巻第2話
7. W杯編 - 単行本54巻第3話 - 65巻
8. メジャーリーグ編 - 単行本66巻 - 78巻第6話
9. 日本プロ野球編 - 単行本78巻第7話 - 第9話・第10話（最終話）

作中において、幼稚園編とリトルリーグ編の間には3年、リトルリーグ編と中学編の間には4年の空白がそれぞれある。また、メジャーリーグ編終盤で吾郎が清水にプロポーズしてから8年の月日が経っている。さらに、吾郎と薫の娘いずみ誕生とワールドチャンピオン制覇から7年の月日が経過している。これらの空白期間を除けば、作中で1年から1年半経つと作品の舞台が変わり、新編へと移っているのが特徴である。リトルリーグ編から急に中学編へ飛んだことについて作者の満田は、「この漫画は三船リトルの物語ではなく、吾郎の物語だから」とコメントしている。

## 現実との関わり

### プロ野球球団
本作でストーリーに深く関わる球団は、以下の通り。
横浜マリンスターズ【原作】 / 横浜ブルーオーシャンズ【アニメ】
万年Bクラスの弱小球団。その名前やマリンスターズの本拠地が横浜スタジアム（アニメでは横浜オーシャンスタジアム）であること、チームカラーが青であることなどから、横浜ベイスターズがモデルであると思われる。
作品の舞台に横浜を選んだ理由について、満田は「（満田が以前住んでいた蒲田からの）交通の便も良く、東京と違って海や山が出てきてもおかしくないから」とコメントしている。
東京シャイアンズ（巨仁）【原作】 / 東京ウォリアーズ【アニメ】
毎年Aクラスの強豪球団。その名前やユニフォームから読売ジャイアンツ（巨人）がモデルとされる。チームカラーは赤。
作中では資金ぶりのよさが強調され、英毅も「さすが金持ち球団」と評している。
メンフィス・バッツ【AAA】 / インディアナ・ホーネッツ【MLB】
チームカラーは緑。
オクラホマ・ファルコンズ【AAA】 / テキサス・レイダーズ【MLB】
モデルはテキサス・レンジャーズ。チームカラーは青。

### プロ野球選手
ワールドカップ編には実在のプロ野球選手をモデルとした登場人物が多数登場する。このことについて満田は、作品の性質上現実に活躍する選手を無視できなかったとコメントしている。実在の選手をモデルとした登場人物についてくわしくは、MAJORの登場人物#W杯日本代表を参照。

## 終盤のストーリーの年譜
ストーリーは茂野吾郎に主眼が置かれており、基本的にその他の登場人物や集団は主人公とかかわる範囲外でのスポットを当てられることはほとんどない（群像劇とは異なる）。この作風が最後まで一貫したため、吾郎の物語は視点がぶれることなく完結した。メジャーリーグ編終盤に8年の月日が流れ、さらにその後に7年の月日が経過することで、物語の終わりに吾郎は二児の父親となる。連載期間16年の長編ドラマは吾郎の成長を描きながら終局へ向かった。
空白年間のストーリー及び、MAJORの世界の年譜
19 - 20歳‐吾郎はメジャー1年目を終えて帰国後、清水薫にプロポーズする（結婚した具体的な時期は不明）。
空白年間
20 - 24歳‐引き続きインディアナ・ホーネッツの先発投手として活躍し、3回の最優秀防御率、2回の最多勝を獲得し、サイ・ヤング賞に二度輝く。
22 - 23歳‐シーズン終了後にFA資格を得て、あらためてホーネッツと3年契約を結ぶ。
23 - 24歳‐スプリングキャンプで、ホーネッツと3年契約した真意を同僚に語る。血行障害を再発し、クローザーに転向する。
25 - 26歳‐セーブ王を獲得。ホーネッツとの3年契約が終了するが再契約。FA資格を取得した日本の佐藤寿也と眉村健は、翌年からメジャーリーグへ挑戦し、寿也がホーネッツに眉村がレイダースに加わる。キーンはホーネッツからレイダースへ移籍、ギブソンはレイダースの監督に就任する。
26 - 27歳‐前年に引き続きセーブ王を獲得。ホーネッツはワールドシリーズに進出。
26 - 27歳‐ホーネッツがワールドシリーズでレイダースを破って優勝。吾郎と薫の間の娘・いずみが誕生した。アニメ（OVA）ではメジャーリーグ引退までホーネッツに在籍したことになっている。
空白年間
27 - 32歳‐メジャーリーグ投手として活躍を続ける。後年、肩を故障して治療を行う。
29 - 30歳‐吾郎と薫の間に息子・大吾が誕生する。
31 - 32歳‐肩が満足に回復せず、球団から解雇される。投手としてメジャーリーグから引退。
32 - 33歳‐家族と共に帰国する。
33 - 34歳‐いずみは小学1年生、大吾は3歳。吾郎は打者として再起するべくトレーニングに励む。11月、日本プロ野球のトライアウトを受ける。
34 - 35歳‐育成枠として春季キャンプとオープン戦に参加。打者として公式戦に出場。

## 書誌情報

### 漫画
- 満田拓也 『MAJOR』 小学館〈少年サンデーコミックス〉、全78巻
  1. 1995年1月18日発売[5]、ISBN 4-09-123491-7
  2. 1995年4月18日発売[6]、ISBN 4-09-123492-5
  3. 1995年6月17日発売[7]、ISBN 4-09-123493-3
  4. 1995年7月18日発売[8]、ISBN 4-09-123494-1
  5. 1995年10月18日発売[9]、ISBN 4-09-123495-X
  6. 1995年12月9日発売[10]、ISBN 4-09-123496-8
  7. 1996年2月17日発売[11]、ISBN 4-09-123497-6
  8. 1996年5月18日発売[12]、ISBN 4-09-123498-4
  9. 1996年7月18日発売[13]、ISBN 4-09-123499-2
  10. 1996年10月18日発売[14]、ISBN 4-09-123500-X
  11. 1997年1月17日発売[15]、ISBN 4-09-125151-X
  12. 1997年3月18日発売[16]、ISBN 4-09-125152-8
  13. 1997年5月17日発売[17]、ISBN 4-09-125153-6
  14. 1997年7月18日発売[18]、ISBN 4-09-125154-4
  15. 1997年9月18日発売[19]、ISBN 4-09-125155-2
  16. 1997年11月18日発売[20]、ISBN 4-09-125156-0
  17. 1998年2月18日発売[21]、ISBN 4-09-125157-9
  18. 1998年4月18日発売[22]、ISBN 4-09-125158-7
  19. 1998年6月18日発売[23]、ISBN 4-09-125159-5
  20. 1998年8月8日発売[24]、ISBN 4-09-125160-9
  21. 1998年10月17日発売[25]、ISBN 4-09-125501-9
  22. 1998年12月10日発売[26]、ISBN 4-09-125502-7
  23. 1999年3月10日発売[27]、ISBN 4-09-125503-5
  24. 1999年5月18日発売[28]、ISBN 4-09-125504-3
  25. 1999年7月17日発売[29]、ISBN 4-09-125505-1
  26. 1999年10月18日発売[30]、ISBN 4-09-125506-X
  27. 2000年1月18日発売[31]、ISBN 4-09-125507-8
  28. 2000年3月18日発売[32]、ISBN 4-09-125508-6
  29. 2000年5月18日発売[33]、ISBN 4-09-125509-4
  30. 2000年7月18日発売[34]、ISBN 4-09-125510-8
  31. 2000年9月18日発売[35]、ISBN 4-09-126081-0
  32. 2000年11月18日発売[36]、ISBN 4-09-126082-9
  33. 2001年1月18日発売[37]、ISBN 4-09-126083-7
  34. 2001年3月17日発売[38]、ISBN 4-09-126084-5
  35. 2001年5月18日発売[39]、ISBN 4-09-126085-3
  36. 2001年8月9日発売[40]、ISBN 4-09-126086-1
  37. 2001年10月18日発売[41]、ISBN 4-09-126087-X
  38. 2002年1月18日発売[42]、ISBN 4-09-126088-8
  39. 2002年4月18日発売[43]、ISBN 4-09-126089-6
  40. 2002年5月18日発売[44]、ISBN 4-09-126090-X
  41. 2002年8月9日発売[45]、ISBN 4-09-126541-3
  42. 2002年11月18日発売[46]、ISBN 4-09-126542-1
  43. 2003年1月18日発売[47]、ISBN 4-09-126543-X
  44. 2003年4月18日発売[48]、ISBN 4-09-126544-8
  45. 2003年6月18日発売[49]、ISBN 4-09-126545-6
  46. 2003年9月18日発売[50]、ISBN 4-09-126546-4
  47. 2003年11月18日発売[51]、ISBN 4-09-126547-2
  48. 2004年2月18日発売[52]、ISBN 4-09-126548-0
  49. 2004年5月18日発売[53]、ISBN 4-09-126549-9
  50. 2004年9月18日発売[54]、ISBN 4-09-126550-2
  51. 2004年11月1日発売[55]、ISBN 4-09-127231-2
  52. 2005年1月14日発売[56]、ISBN 4-09-127232-0
  53. 2005年3月18日発売[57]、ISBN 4-09-127233-9
  54. 2005年6月16日発売[58]、ISBN 4-09-127234-7
  55. 2005年8月8日発売[59]、ISBN 4-09-127235-5
  56. 2005年11月18日発売[60]、ISBN 4-09-127236-3
  57. 2006年1月14日発売[61]、ISBN 4-09-120027-3
  58. 2006年4月18日発売[62]、ISBN 4-09-120327-2
  59. 2006年6月16日発売[63]、ISBN 4-09-120416-3
  60. 2006年9月15日発売[64]、ISBN 4-09-120579-8
  61. 2006年12月16日発売[65]、ISBN 4-09-120695-6
  62. 2007年2月16日発売[66]、ISBN 978-4-09-121006-7
  63. 2007年5月18日発売[67]、ISBN 978-4-09-121059-3
  64. 2007年8月10日発売[68]、ISBN 978-4-09-121166-8
  65. 2007年12月15日発売[69]、ISBN 978-4-09-121248-1
  66. 2008年2月18日発売[70]、ISBN 978-4-09-121288-7
  67. 2008年5月16日発売[71]、ISBN 978-4-09-121396-9
  68. 2008年8月11日発売[72]、ISBN 978-4-09-121460-7
  69. 2008年11月18日発売[73]、ISBN 978-4-09-121514-7
  70. 2008年12月11日発売[74]、ISBN 978-4-09-121536-9
  71. 2009年2月18日発売[75]、ISBN 978-4-09-121596-3
  72. 2009年6月18日発売[76]、ISBN 978-4-09-122014-1
  73. 2009年9月17日発売[77]、ISBN 978-4-09-121729-5
  74. 2009年12月18日発売[78]、ISBN 978-4-09-122025-7
  75. 2010年3月18日発売[79]、ISBN 978-4-09-122184-1
  76. 2010年5月18日発売[80]、ISBN 978-4-09-122289-3
  77. 2010年9月17日発売[81]、ISBN 978-4-09-122520-7
  78. 2010年12月17日発売[82]、ISBN 978-4-09-122680-8

### 小説
- 『小説 MAJOR〈1〉横浜編』土屋理敬（著者）、2008年10月7日発行（同日発売[83]）、ISBN 978-4-09-408311-8
- 『小説 MAJOR〈2〉福岡編』土屋理敬（著者）、2008年11月12日発行（同日発売[84]）、ISBN 978-4-09-408322-4
- 『小説 MAJOR〈3〉中学生編』丹沢まなぶ（著者）、2010年1月8日発行（同日発売[85]）、ISBN 978-4-09-408464-1
- 『小説 MAJOR〈4〉海堂高校編』丹沢まなぶ（著者）、2010年8月5日発行（同日発売[86]）、ISBN 978-4-09-408531-0

### 関連書籍
- 『MAJOR[キャラクター名鑑]』2006年1月14日発行、ISBN 4-09-120019-2
- 『アニメMAJORキャラクターズハンドブック HEROES』2006年9月15日発行、ISBN 4-09-120648-4
- 『アニメMAJORキャラクターズハンドブック HEROES2』2008年11月18日発行、ISBN 978-4-09-121474-4
- 『オールカラー 劇場版MAJOR 友情の一球』2009年2月18日発売[87]、ISBN 978-4-09-121637-3
- 『MAJOR 吾郎語録』2009年6月18日発行、ISBN 978-4-09-121673-1
- 『MAJOR[キャラクター名鑑完全版]』2010年9月17日発行、ISBN 978-4-09-122577-1
- 『アニメMAJORキャラクターハンドブック HEROES3』2010年12月17日発行、ISBN 978-4-09-122720-1
- 『メジャーパーフェクトソングコレクション』2010年12月17日発行 AVCA‐29876〜7/B
- 『MAJORワールドシリーズ激闘編 新作OVA付き特製コミックス 上』2011年12月14日発行、ISBN 978-4-09-941730-7
- 『MAJORワールドシリーズ激闘編 新作OVA付き特製コミックス 下』2012年1月18日発行、ISBN 978-4-09-941731-4

## アニメ
2004年から2010年までNHK教育テレビジョンにて6シリーズに分けて放送された。
2008年12月13日に映画『劇場版MAJOR メジャー 友情の一球』が東宝の配給により公開された。

## ゲーム
i-MODE用ゲームコンテンツ「メジャードリーム」
2007年7月21日に株式会社T2iエンターテイメントより、ドラマティック・ベースボール・ゲームサイトと銘打って「メジャードリーム」がリリースされた。webによる対戦カードゲーム「ドリームメーカー」と、iアプリによるリアルタイム通信対戦ゲーム「ドリームステージ」が楽しめる。また、待受け画面等のダウンロードもできる。開発と運営は、株式会社アールフォース・エンターテインメント。
Wii用ソフト「メジャーWii 投げろ!ジャイロボール」
2008年2月7日にタカラトミーより発売。開発元は六面堂。アニメ第3シリーズがベース。1試合2時間以上と非常にリアリティな時間の試合が楽しめる。なお、試合中にいきなりミニゲームが始まるなど、意表をついた仕様でもある。
Wii用ソフト「メジャーWii パーフェクトクローザー」
2008年12月11日にタカラトミーより発売。開発元はドリームファクトリー。アニメ第4シリーズがベースで「投げろ!ジャイロボール」の続編にあたる。「打者と審判が背を向ける」「捕手しかボールを拾わなくなる」（基本的に守備はフルオートで投手、捕手以外動けず、捕手、投手、遊撃手の3人しかゴロを捕球できない。一、二、三塁手はベースカバーとフライの捕球しかできない）、「吾郎やバッターの首が反転する」、「野球のルールにそぐわない判定がなされる」、「試合展開、結果を無視してストーリーが進行する（特に最終戦では9回終了時点で点差が付いていても延長戦に突入し、試合に負けても、勝って優勝を決めたということにされてしまう）」などのバグ、ルールの誤解などのシステム上の問題、不具合がいくつも見られ、『ファミ通』のクロスレビューでもアルツ鈴木が4点、本田やよいが4点、デイリー松尾が3点、阿部ピロシが4点をつけた（合計15/40点、最低点は12点）。
ニンテンドーDS用ソフト「メジャーDS ドリームベースボール」
2008年7月31日にタカラトミーより発売。開発元はアメディオ。アニメ第3シリーズおよび第4シリーズがベース。
GREE用アプリ「メジャードリーム 〜熱闘！直球バトル〜」
2012年11月8日にグリーと小学館集英社プロダクション、gumiによりサービス開始。基本プレイ無料アイテム課金制。テレビアニメを基にしており、プレイヤーは、夢の野球チームを目指す球団のゼネラルマネージャーとして、ガチャやスカウトで集めた選手カードの育成・編成を行いながら自分だけのドリームチームを作り上げ、ライバルチームとの試合を勝ち抜いて最強の球団を目指していくソーシャルゲーム。

## コラボレーション
サンデー×マガジン 熱闘!ドリームナイン
登場作品の1つとして、聖秀学院高校の選手が登場。
パワプロアプリ、実況パワフルプロ野球サクセススペシャル
MAJORの世界を舞台とした『海堂学園高校』編を配信。シナリオにはMAJOR、後に外部の人物扱いとなるが、MAJOR 2nd登場人物も登場。
舞台設定は原作が元となっているため、アニメで追加された設定は無い。
実況パワフルプロ野球2018
トーナメントモードの1つ「パワフェス」で、海堂学園高校と聖秀学院高校の選手及びジョー・ギブソンJr.で構成された「MAJOR高校選抜」が有料DLC限定コンテンツとして登場（購入すると、ゲーム内で使用できるアニメ第一シリーズオープニングテーマ「心絵」も同時解禁）。本作の主要キャラクターと実況パワフルプロ野球シリーズのオリジナルキャラクターのクロスオーバーイベントも用意された。
また、MAJOR 2nd時代の三船リトルドルフィンズも同モードで登場、ただし本作のキャラとの兼ね合いから、大吾が仲間にいると、2回戦で登場する茂野大吾の父親である吾郎は「高校時期の茂野吾郎に似た者」と設定されている。

## ルールなどについての補足
リトルリーグ
- 現実のリトルリーグのトーナメント戦では、1人の投手は6イニングまでしか投げられず、投球数が85球を超えた場合そのときの打者の番が終わったとき投手を交代しなければならない。さらに、次の試合では、前の試合で20球を超えて投げた投手は出場できない。
- リトルリーグでは、投手が投げたボールがホームベースの上を通過するまで、ランナーは離塁できないルールであるため、投球モーション中の盗塁はできない。
- 本牧リトル戦で、一郎が盗塁の際に吾郎が投球モーション中に離塁しているが、現実のリトルリーグではボールがホームベースを通過してから又は打者が打ってからでなければ離塁はできない。
- 横浜リトル戦で、吾郎が放った打球がワンバウンドで外野ポールに当たった後もプレーが続けられているが、通常ポールはフェンス外に立てられており、フェンスの高さより上部のポールに打球が当たれば「明らかにプレイングフィールドの外へ出た＝スタンドに入った」ことになるので、ルール上はボールが当たった時点でボールデッド（バウンドした打球がスタンドに入った時と同じ扱いになりプレーは止まる）になり、打者には2つの進塁権（いわゆるエンタイトルツーベース）が与えられる。
- また、吾郎は上記のプレーで三塁へ進む際にヘッドスライディングを行なっている。しかし、実際のリトルリーグでは進塁方向へのヘッドスライディングが禁止されており、これを破った場合はアウトとなる。
- リトルリーグではベンチ入りメンバーは全員出場しなければならないルールも存在する。

高校野球
- 聖秀学院対久里山戦で、9回に聖秀の田代が打った大飛球を外野手が捕球した後スタンドに落ちたプレーを本塁打としているが、ルール上は捕球後に野手がスタンドに落ちてもボールを落とさなければ打者はアウトである。
- 現実の日本の高校野球においては、大会中に選手の背番号が変更されることは許されていないため、アニメ版もこれにならい、第3シリーズ第10話よりオープニングの吾郎の背番号が1から10に変更された。
- 聖秀学院対海堂学園戦で、田代の放った打球が二塁走者である清水に当たった際に（守備妨害ではなく）ボールインプレーと判定されているのは、「その前に野手が打球に触れたから」とされている。しかし、実際には、走者が「投手を除く内野手の股間や横を通過したフェアボールに、そのすぐ直後で触れた場合」は守備妨害を宣告されることなくボールインプレーであるから、野手が触れていたか否かは問題ではない。

プロ野球・メジャー
- メジャーに上がってからキーンが付けている背番号は1だが、一般的な捕手のプロテクターは背中のベルトが縦1直線なので背番号が見にくくなるため、捕手が1をつけることは避けられている[注 4]。ただし、捕手が背番号1を着用することが禁止されているわけではない[注 5]。

屋上における球技
- 高校編において屋上で野球部として練習をする場面が描かれるが、実際には屋上における球技の類はフェンスやネット等による完全な囲い等の安全面での対策が無い限りは禁止されている。

## テーマの類似した作品
球道くん
その他の類似作品
競技は違うものの、同誌でかつて連載されていた、村枝賢一の『俺たちのフィールド』にも主人公の生い立ちから後に仲間となるライバルの存在までオーバーラップする点が幾つかある。同じく同誌の人気連載だった『がんばれ元気』も『MAJOR』『俺たちのフィールド』と同様の骨子を持っており、これらの流れは『がんばれ元気』に源流がある。その他、『ボクらの甲子園』など過去のスポーツ漫画との類似も見られる。
2009年3月23日放映の『カンブリア宮殿』において明かされた逸話では、編集担当によると「父親を早く殺してしまえ」というアドバイスがされたという。アドバイスされた展開を繰り広げる作品は『がんばれ元気』や村上もとかの剣道漫画『六三四の剣』が挙げられ、また、父親ではないが、あだち充の野球漫画『タッチ』では、物語序盤で双子の兄弟の片方（弟）が亡くなることが、物語におけるテーマとなっている。総じて、『少年サンデー』のスポーツ漫画では、重要人物が初期設定または物語の途中で死亡する展開が多いと言える。満田の次回作である『BUYUDEN』でもヒロインの父がボクシングの試合中に命を落としている。サンデー以外の作品などでは『エリアの騎士』では主人公の兄が交通事故でなくなっている。　『シュート!』などでは主人公たちに影響を与えたサッカー部の主将が白血病で病死している。『プリンセスナイン』では主人公は早くに父親を亡くしている。『ノノノノ』では主人公の父親が自殺未遂をし兄が焼身自殺をしている。

## その他
描き下ろしイラスト
ヤクルトスワローズの情報無料雑誌『ondo』のvol.5の8ページ - 9ページでの「message to swallows MY OPINION」の第1回目で満田拓也がゲスト対談し、9ページにヤクルトのストライプのユニフォーム（背番号は56）を着た吾郎が描き下ろし掲載された事がある。
ミズノとの契約
スポーツメーカーのミズノが2005年3月から1年間、吾郎に対し独占的に野球用具を提供する契約を結んでいる。金額は未公表。漫画では吾郎のグラブやバットが全てミズノ製として使用されており、脇役にもミズノ製の道具が使われている。尚、この契約はミズノが出版元の小学館に契約金を支払い、作者の満田拓也にその一部が渡されている。
W杯
作中でメジャーリーガーが出場する世界大会としてW杯が春に開催しているが、その後で現実でも2006年春にワールド・ベースボール・クラシック第1回大会が開催された（W杯編開始時点ではWBC開催が決定していなかった）。そのため、本作のW杯と現実のWBCやIBAFワールドカップとはルールなどが若干異なる。WBCの日本優勝が決定したときのWEBサンデー上での作者のコメントによると、あくまで『MAJOR』はフィクションであるので、実際の結果が漫画に影響を及ぼすことはないとしている。ただし、W杯会場の決勝トーナメントは第1回WBC準決勝・決勝の球場となったペトコ・パークがモデル。また、WBCの連投制限ルールも作中に取り入れられている。
連載600回記念
連載600回記念の際、メジャーリーガーの井川慶、岩村明憲、桑田真澄からお祝いのコメントが来ていた。
ジャイロボール
作中でジャイロボールは「変化球ではなく、ストレートの一種」として扱われているが、実際のジャイロボールはマグヌス効果による揚力が発生しないため、フォークボールに似た放物線の軌道を描く。詳しくはジャイロボール（フォーシームジャイロ）を参照。